# Uruaçu

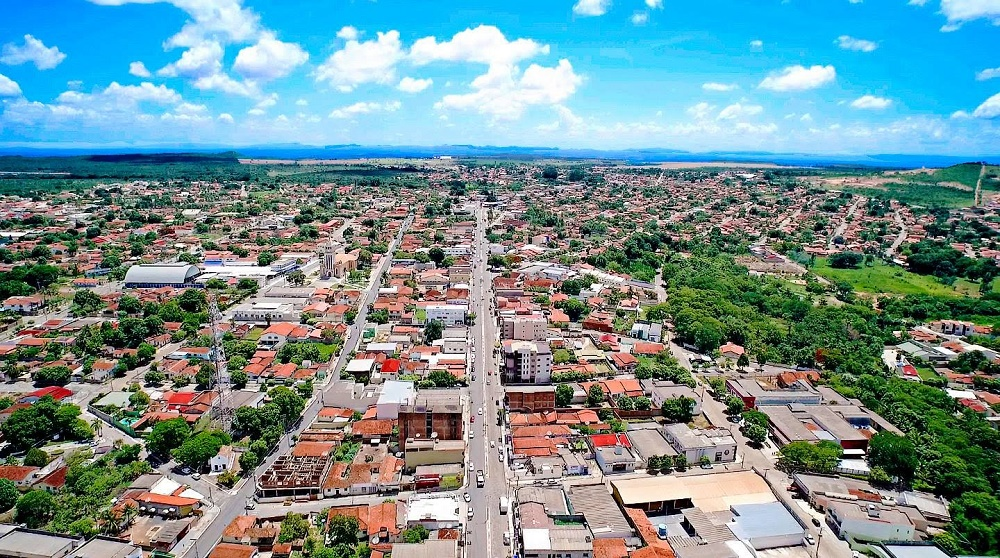
Uruaçu.

Uruaçu es una ciudad brasileña del estado de Goiás a la izquierda del río Tocantis (14°30′S 49°08′O / -14.500, -49.133).
Se encuentra a una altitud de 520 m y tiene una superficie de 2.149,7 km². Su población en 2010 era de 36.929 habitantes. Posee minas de extracción de cristal de roca.
Los antiguos habitantes de esta población sufrieron en 1645 una masacre por los holandeses durante el período de invasión. Se llegaron a matar 70 familias por oponerse a la dominación neerlandesa. Esta masacre está narrada con detalle en una carta del cronista portugués Lopo Curado Garro. En honor a las víctimas, el 5 de diciembre de 2000 se inauguró el Monumento de los Mártires, un templo con capacidad para treinta mil personas.
Uruaçu cuenta con una capilla consagrada a San Juan Bautista que ha sido destruida a lo largo de la historia en varias ocasiones y reconstruida otras tantas, la última en 1921.
- Datos: Q22067078
- Multimedia: Uruaçu / Q22067078